# Associazione Sportiva Lucchese Libertas 1990-1991
Questa pagina raccoglie le informazioni riguardanti l'Associazione Sportiva Lucchese Libertas nelle competizioni ufficiali della stagione 1990-1991.

## Stagione
Nella stagione 1990-1991 la Lucchese ha disputato l'undicesimo campionato di seconda serie della sua storia, in serie B, ventisette anni dopo l'ultima presenza. La squadra rossonera allenata da Corrado Orrico dopo un ottimo girone d'andata da neopromossa, con due sole sconfitte subite e la seconda posizione ottenuta con 22 punti, ha continuato da sorpresa del campionato il suo cammino virtuoso, fino a sei giornate dalla fine del campionato è stata infatti nel lotto delle squadre in corsa per la promozione, poi sono arrivate tre sconfitte nelle rimanenti sei partite, che hanno impedito alla Lucchese di continuare a cullare il sogno della serie A. Miglior marcatore di stagione dei rossoneri con 13 reti è stato Roberto Paci, buono anche il bottino di Roberto Simonetta con 8 reti in 19 partite giocate, delle quali una doppietta nelle due partite di Coppa Italia. In questo torneo la Lucchese è stata estromessa dal Foggia nel primo turno, disputato prima del campionato.

## Rosa
| N. |                   | Ruolo | Calciatore          |
| -- | ----------------- | ----- | ------------------- |
|    | Italia (bandiera) | D     | Gabriele Baraldi    |
|    | Italia (bandiera) | C     | Andrea Bianchi      |
|    | Italia (bandiera) | C     | Luciano Bruni       |
|    | Italia (bandiera) | D     | Alessandro Castagna |
|    | Italia (bandiera) | C     | Oliviero Di Stefano |
|    | Italia (bandiera) | C     | Mario Donatelli     |
|    | Italia (bandiera) | D     | Maurizio Ferrarese  |
|    | Italia (bandiera) | C     | Silvio Giusti       |
|    | Italia (bandiera) | C     | Gabriele Landi      |
|    | Italia (bandiera) | C     | Francesco Monaco    |

| N. |                   | Ruolo | Calciatore         |
| -- | ----------------- | ----- | ------------------ |
|    | Italia (bandiera) | D     | Marcello Montanari |
|    | Italia (bandiera) | A     | Roberto Paci       |
|    | Italia (bandiera) | D     | Carlo Pascucci     |
|    | Italia (bandiera) | P     | Giampaolo Pinna    |
|    | Italia (bandiera) | P     | Davide Quironi     |
|    | Italia (bandiera) | A     | Massimo Rastelli   |
|    | Italia (bandiera) | C     | Bruno Russo        |
|    | Italia (bandiera) | C     | Gabriele Savino    |
|    | Italia (bandiera) | A     | Roberto Simonetta  |
|    | Italia (bandiera) | D     | Sandro Vignini     |

## Calciomercato

### Sessione estiva
| Acquisti | Acquisti            | Acquisti  | Acquisti   |
| R.       | Nome                | da        | Modalità   |
| -------- | ------------------- | --------- | ---------- |
| P        | Davide Quironi      | Licata    | definitivo |
| D        | Gabriele Baraldi    | Carrarese | definitivo |
| D        | Alessandro Castagna | Mantova   | definitivo |
| D        | Maurizio Ferrarese  | Torino    | definitivo |
| C        | Gabriele Landi      | Carrarese | definitivo |
| C        | Gabriele Savino     | Brescia   | definitivo |
| A        | Massimo Rastelli    | Mantova   | definitivo |

| Cessioni | Cessioni               | Cessioni   | Cessioni   |
| R.       | Nome                   | a          | Modalità   |
| -------- | ---------------------- | ---------- | ---------- |
| P        | Luca Tavoletti         | Cecina     | prestito   |
| D        | Massimiliano Fiondella | Fiorentina | definitivo |
| C        | Gianfilippo Forno      |            | definitivo |
| A        | Stefano Brondi         | Pistoiese  | definitivo |
| A        | Gaetano Salvi          | Livorno    | definitivo |
| A        | Andrea Spallarossa     | Olbia      | prestito   |

## Risultati

### Serie B

#### Girone di andata
| Arbitro: | Beschin (Legnago) |

|               |           |  |
| Simonetta 51’ | Marcatori |  |

| Arbitro: | De Angelis (Civitavecchia) |

|                   |           |                          |
| Ferrante 60’, 72’ | Marcatori | 4’ M. Donatelli 66’ Paci |

| Arbitro: | Iori (Parma) |

|                                  |           |                        |
| Giusti 21’ (aut.) De Angelis 47’ | Marcatori | 24’ Simonetta 66’ Paci |

| Arbitro: | Cardona (Milano) |

|                  |           |                        |
| M. Donatelli 18’ | Marcatori | 35’ Fonte 90’ Piscedda |

| Pescara 7 ottobre 1990, ore 15:00 UTC+1 5ª giornata | Pescara             | 0 – 0 | Lucchese | Stadio Adriatico (9.276 spett.)\| Arbitro: \| Scaramuzza (Mestre) \| |
| Arbitro:                                            | Scaramuzza (Mestre) |       |          |                                                                      |

| Arbitro: | Di Cola (Avezzano) |

|               |           |              |
| Simonetta 46’ | Marcatori | 70’ Clementi |

| Arbitro: | Cesari (Genova) |

|         |           |  |
| Paci 7’ | Marcatori |  |

| Trieste 28 ottobre 1990, ore 14:30 UTC+1 8ª giornata | Triestina        | 0 – 0 | Lucchese | Stadio Giuseppe Grezar (5.398 spett.)\| Arbitro: \| Bazzoli (Merano) \| |
| Arbitro:                                             | Bazzoli (Merano) |       |          |                                                                         |

| Arbitro: | Rosica (Roma) |

|               |           |  |
| Simonetta 65’ | Marcatori |  |

| Arbitro: | Boggi (Salerno) |

|  |           |                        |
|  | Marcatori | 67’ (aut.) Cappellacci |

| Arbitro: | Iori (Parma) |

|            |           |               |
| Dezotti 9’ | Marcatori | 36’ Simonetta |

| Arbitro: | Cinciripini (Ascoli Piceno) |

|                                            |           |  |
| Rambaudi 34’ Signori 60’ Baiano 79’ (rig.) | Marcatori |  |

| Arbitro: | Bettin (Padova) |

|              |           |          |
| Catalano 55’ | Marcatori | 70’ Paci |

| Lucca 22 dicembre 1990, ore 14:30 UTC+1 14ª giornata | Lucchese          | 0 – 0 | Barletta | Stadio Porta Elisa (6.511 spett.)\| Arbitro: \| Bazzoli (Bolzano) \| |
| Arbitro:                                             | Bazzoli (Bolzano) |       |          |                                                                      |

| Messina 16 dicembre 1990 15ª giornata | Messina           | 0 – 0 | Lucchese | Stadio Giovanni Celeste (8.132 spett.)\| Arbitro: \| Pairetto (Torino) \| |
| Arbitro:                              | Pairetto (Torino) |       |          |                                                                           |

| Lucca 30 dicembre 1990 16ª giornata | Lucchese                      | 0 – 0 | Ascoli | Stadio Porta Elisa (6.455 spett.)\| Arbitro: \| Boemo (Cervignano del Friuli) \| |
| Arbitro:                            | Boemo (Cervignano del Friuli) |       |        |                                                                                  |

| Arbitro: | Mughetti (Cesena) |

|  |           |          |
|  | Marcatori | 14’ Paci |

| Lucca 13 gennaio 1991 18ª giornata | Lucchese        | 0 – 0 | Brescia | Stadio Porta Elisa (7.589 spett.)\| Arbitro: \| Monni (Sassari) \| |
| Arbitro:                           | Monni (Sassari) |       |         |                                                                    |

| Padova 20 gennaio 1991 19ª giornata | Padova          | 0 – 0 | Lucchese | Stadio Silvio Appiani (8.454 spett.)\| Arbitro: \| Fucci (Salerno) \| |
| Arbitro:                            | Fucci (Salerno) |       |          |                                                                       |

#### Girone di ritorno
| Arbitro: | D'Elia (Salerno) |

|                     |           |                         |
| Pagano 4’ Balbo 33’ | Marcatori | 53’ (rig.) Roberto Paci |

| Arbitro: | Frigerio (Milano) |

|               |           |                 |
| Montanari 58’ | Marcatori | 30’ Bergamaschi |

| Arbitro: | Bettin (Padova) |

|                 |           |           |
| Paci 72’ (rig.) | Marcatori | 6’ Ermini |

| Arbitro: | De Angelis (Civitavecchia) |

|             |           |              |
| Cinello 36’ | Marcatori | 23’ Pascucci |

| Lucca 3 marzo 1991 24ª giornata | Lucchese          | 0 – 0 | Pescara | Stadio Porta Elisa\| Arbitro: \| Mughetti (Cesena) \| |
| Arbitro:                        | Mughetti (Cesena) |       |         |                                                       |

| Arbitro: | Fucci (Salerno) |

|  |           |             |
|  | Marcatori | 4’ Rastelli |

| Arbitro: | Rosica (Roma) |

|              |           |  |
| Biagioni 51’ | Marcatori |  |

| Arbitro: | Merlino (Torre del Greco) |

|                              |           |               |
| Rastelli 67’ Paci 84’ (rig.) | Marcatori | 86’ U. Marino |

| Salerno 30 marzo 1991 28ª giornata | Salernitana      | 0 – 0 | Lucchese | Stadio Arechi\| Arbitro: \| Cardona (Milano) \| |
| Arbitro:                           | Cardona (Milano) |       |          |                                                 |

| Arbitro: | Fabricatore (Roma) |

|              |           |           |
| Pascucci 18’ | Marcatori | 70’ Nitti |

| Arbitro: | Quartuccio (Torre Annunziata) |

|             |           |  |
| Dezotti 36’ | Marcatori |  |

| Arbitro: | Pairetto (Torino) |

|               |           |  |
| Paci 11’, 81’ | Marcatori |  |

| Arbitro: | Boemo (Cervignano del Friuli) |

|                           |           |                       |
| Pascucci 59’ Castagna 75’ | Marcatori | 1’ La Rosa 6’ M. Poli |

| Arbitro: | Felicani (Bologna) |

|                          |           |  |
| Pistella 73’ Carrara 90’ | Marcatori |  |

| Lucca 19 maggio 1991 34ª giornata | Lucchese      | 0 – 0 | Messina | Stadio Porta Elisa\| Arbitro: \| Rosica (Roma) \| |
| Arbitro:                          | Rosica (Roma) |       |         |                                                   |

| Arbitro: | Pairetto (Torino) |

|                               |           |  |
| W. Casagrande 24’ (rig.), 90’ | Marcatori |  |

| Arbitro: | Fucci (Salerno) |

|          |           |  |
| Paci 49’ | Marcatori |  |

| Arbitro: | Cornieti (Forlì) |

|               |           |          |
| Ganz 23’, 49’ | Marcatori | 73’ Paci |

| Arbitro: | Longhi (Roma) |

|                       |           |               |
| Paci 8’ Simonetta 89’ | Marcatori | 43’ Galderisi |

### Coppa Italia

#### Primo turno
| Foggia 26 agosto 1990 andata                                                             | Foggia    | 4 – 1         | Lucchese | Stadio Pino Zaccheria |
| \| \| \| \| \| Rambaudi 13’, 73’ Baiano 45’ Signori 85’ \| Marcatori \| 90’ Donatelli \| |           |               |          |                       |
|                                                                                          |           |               |          |                       |
| Rambaudi 13’, 73’ Baiano 45’ Signori 85’                                                 | Marcatori | 90’ Donatelli |          |                       |

| Lucca 2 settembre 1990 ritorno                                                        | Lucchese  | 3 – 1             | Foggia | Stadio Porta Elisa |
| \| \| \| \| \| Simonetta 30’, 72’ Di Stefano 56’ \| Marcatori \| 79’ (rig.) Barone \| |           |                   |        |                    |
|                                                                                       |           |                   |        |                    |
| Simonetta 30’, 72’ Di Stefano 56’                                                     | Marcatori | 79’ (rig.) Barone |        |                    |

## Statistiche

### Statistiche di squadra
| Competizione | Punti | In casa | In casa | In casa | In casa | In casa | In casa | In trasferta | In trasferta | In trasferta | In trasferta | In trasferta | In trasferta | Totale | Totale | Totale | Totale | Totale | Totale | DR |
| Competizione | Punti | G       | V       | N       | P       | Gf      | Gs      | G            | V            | N            | P            | Gf           | Gs           | G      | V      | N      | P      | Gf     | Gs     | DR |
| ------------ | ----- | ------- | ------- | ------- | ------- | ------- | ------- | ------------ | ------------ | ------------ | ------------ | ------------ | ------------ | ------ | ------ | ------ | ------ | ------ | ------ | -- |
| Serie B      | 40    | 19      | 7       | 11      | 1       | 18      | 11      | 19           | 3            | 9            | 7            | 11           | 19           | 38     | 10     | 20     | 8      | 29     | 30     | -1 |
| Coppa Italia |       | 1       | 1       | 0       | 0       | 3       | 1       | 1            | 0            | 0            | 1            | 1            | 4            | 2      | 1      | 0      | 1      | 4      | 5      | -1 |
| Totale       |       | 20      | 8       | 11      | 1       | 21      | 12      | 20           | 3            | 9            | 8            | 12           | 23           | 40     | 11     | 20     | 9      | 33     | 35     | -2 |

### Andamento in campionato
| Giornata  | 1 | 2 | 3 | 4  | 5  | 6  | 7 | 8 | 9 | 10 | 11 | 12 | 13 | 14 | 15 | 16 | 17 | 18 | 19 | 20 | 21 | 22 | 23 | 24 | 25 | 26 | 27 | 28 | 29 | 30 | 31 | 32 | 33 | 34 | 35 | 36 | 37 | 38 |
| --------- | - | - | - | -- | -- | -- | - | - | - | -- | -- | -- | -- | -- | -- | -- | -- | -- | -- | -- | -- | -- | -- | -- | -- | -- | -- | -- | -- | -- | -- | -- | -- | -- | -- | -- | -- | -- |
| Luogo     | C | T | T | C  | T  | C  | C | T | C | T  | C  | T  | T  | C  | T  | C  | T  | C  | T  | T  | C  | C  | T  | C  | T  | T  | C  | T  | C  | T  | C  | C  | T  | C  | T  | C  | T  | C  |
| Risultato | V | N | N | P  | N  | N  | V | N | V | V  | N  | P  | N  | N  | N  | N  | V  | N  | N  | P  | N  | N  | N  | N  | V  | P  | V  | N  | N  | P  | V  | N  | P  | N  | P  | V  | P  | V  |
| Posizione | 5 | 5 | 6 | 10 | 11 | 11 | 6 | 9 | 4 | 2  | 3  | 5  | 5  | 5  | 5  | 5  | 3  | 3  | 3  | 5  | 6  | 6  | 6  | 5  | 4  | 5  | 5  | 4  | 5  | 7  | 5  | 5  | 6  | 6  | 6  | 6  | 7  | 6  |

Legenda:

Luogo: C = Casa; T = Trasferta. Risultato: V = Vittoria; N = Pareggio; P = Sconfitta.